# 小行星1214
小行星1214（1214 Richilde）是一颗围绕太阳公转的小行星。1932年1月1日，马克斯·沃夫在海德堡发现了此天体。
这颗小行星的绝对星等为33.10395005764938等。